# Dolichobostrychus angustus
Dolichobostrychus angustus is een keversoort uit de familie boorkevers (Bostrichidae). De wetenschappelijke naam van de soort is voor het eerst geldig gepubliceerd in 1872 door Steinheil.